# Potok (Berek)
Potok is een plaats in de gemeente Berek in de Kroatische provincie Bjelovar-Bilogora. De plaats telt 52 inwoners (2001).